# Eco-Money
Eco-Money – nazwa lokalnej waluty w wielu japońskich wspólnotach walutowych, używanej do pozyskiwania lokalnych dóbr i usług.
Wiosną 1999 miasto Kusatsu w prefekturze Shiga zostało pierwszym japońskim miastem, które wprowadziło Eco-Money, nazwane Ohmi. Nazwa odnosi się do dawnej nazwy prefektury. Wiele innych miast postąpiło podobnie wprowadzając własne waluty. Na przykład Matsue, w prefekturze Shimane wprowadziło pieniądz o nazwie dagger, czy też Takaoka w prefekturze Toyama. Ponad 30 miast japońskich ma zamiar wprowadzić tego typu pieniądz. Niektóre z nich planują przeznaczyć dochody na sadzenie drzew czy zmniejszenie ilości odpadów.
Sekretrz Generalny sieci Eko-Money Masanari Nakayama powiedział, że jest to metoda namówienia sąsiadów by zaczęli sobie pomagać i wzmocnienia ich związków z lokalnym środowiskiem.